# Gmina Faaborg
Gmina Faaborg (duń. Faaborg Kommune) – istniejąca w latach 1970-2006 (włącznie) gmina w Danii w  okręgu Fionii (Fyns Amt). 
Siedzibą władz gminy było miasto Faaborg. 
Gmina Faaborg została utworzona 1 kwietnia 1970 na mocy reformy podziału administracyjnego Danii. Po kolejnej reformie w 2007 r. weszła w skład gminy Faaborg-Midtfyn.

## Dane liczbowe
- Liczba ludności: (♀ 8621 + ♂ 8704) = 17 325
  - wiek 0-6: 7,1%
  - wiek 7-16: 13,1%
  - wiek 17-66: 62,0%
  - wiek 67+: 17,8%
- zagęszczenie ludności: 76,3 osób/km² (2004)
- bezrobocie: 4,9% osób w wieku 17-66 lat
- cudzoziemcy z UE, Skandynawii i USA: 107 na 10 000 osób
- cudzoziemcy z krajów Trzeciego Świata: 177 na 10 000 osób
- liczba szkół podstawowych: 7 (liczba klas: 92)